# Dezember Nacht
Dezember Nacht – płyta niemieckiej piosenkarki Andrei Berg wydana 2 listopada 2007 roku. Album w atmosferze świąt Bożego Narodzenia. Znajdują się tu najbardziej znane niemieckie kolędy.
Album dotarł do 8. miejsca niemieckiej listy przebojów - Media Control Charts.

## Lista utworów
1. "Seit Tausend Jahren" – 3:14
2. "Es Ist Ein Ros' Entsprungen" – 2:59
3. "Dezember Nacht" – 3:37
4. "Leise Rieselt Der Schnee" – 2:23
5. "Eisblumen Blüh'n" – 3:38
6. "Nur Dann Hab' Ich Gelebt" – 4:42
7. "Stille Nacht, Heilige Nacht" – 3:29
8. "Die Kraft Der Liebe" – 4:03
9. "Süsser Die Glocken Nie Klingen" – 3:19
10. "Die Spuren Sind Längst Geschmolzen" – 3:55
11. "In Dieser Nacht War Ein Engel Da" – 2:35
12. "Oh Tannenbaum" – 1:54
13. "Aba Heidschi Bumbeidschi" – 3:25